# Videografia de Wesley Safadão
A videografia de Wesley Safadão, um cantor, produtor musical e empresário brasileiro, é formada por cento e onze videoclipes (incluindo sessenta e cinco como artista convidado) e cinco álbuns de vídeo.
O clipe da música "Vou Pagar pra Ver" foi o primeiro apresentado pelo artista em carreira solo, em 2014.
Em janeiro de 2015, divulgou o vídeo de "Camarote", sucesso que lhe consagrou em todo o Brasil. No mesmo ano, lançou o videoclipe "Parece Que o Vento" com participação de Ivete Sangalo. Ainda em 2015 sai o primeiro álbum de vídeo, Ao Vivo em Brasília, vendendo mais de 160 mil cópias, certificado como disco de platina duplo pela Pro-Música Brasil.
No início de 2016, foi gravado no show de Jurerê (Santa Catarina) o vídeo de "A Dama e o Vagabundo", publicado dias depois. Em junho saíram "Jeito Safado", com Márcia Fellipe, e "Fala Aqui Com a Minha Mão", captados no Garota VIP Fortaleza. Seu segundo álbum de vídeo, intitulado de WS Em Casa, filmado em sua casa em Porto das Dunas, Ceará, foi lançado em setembro.
Em 2017 foi divulgado "Ninguém É de Ferro", com participação de Marília Mendonça. Pouco tempo depois saíram os clipes "Ressaca de Saudade", "Quem Bate Também Chora", "Decreto Liberado" e "Ar Condicionado no 15", gravados no WOS Studio, em Fortaleza, esquenta para o trabalho que seria registrado no mês seguinte. O terceiro álbum de vídeo, WS In Miami Beach, filmado em Miami Beach (Estados Unidos) saiu no mês de julho. Ainda nesse ano, "Sonhei Que Tava Me Casando" foi destaque e contou com Rafael Cortez, Laryssa Dias, Lore Improta e Tirullipa no elenco.
2018 iniciou com os videoclipes de "Alô Dono do Bar", com Devinho Novaes, e "Psiquiatra do Bumbum", com Léo Santana. Em abril Wesley e Anitta lançaram o clipe "Romance com Safadeza". Maio foi o mês que o cantor regravou "Vem Meu Amor", que entrou para a trilha sonora da novela "Segundo Sol" da Rede Globo. Ainda nesse mês é lançado "Amor Falso" com Aldair Playboy e participação de Kevinho. Em setembro foi liberado o álbum WS Mais Uma Vez, registrado em agosto no Rio de Janeiro.
Seu primeiro videoclipe de 2019 foi "Igual Ela Só Uma", em abril, que propaga fidelidade e romantismo à moda antiga. Em junho o artista divulgou "Desencana", Trap Funk romântico com visual ousado. Em Junho saiu o TBT WS, projeto muito esperado pelos fãs, que resgata sucessos antigos do cantor. O clipe de "Dois Lados" foi divulgado como um esquenta para o álbum Garota Vip Rio de Janeiro, que saiu em 20 de setembro.

## Álbuns de vídeo
| Álbum                     | Detalhes                                                                                      | Vendas      | Certificações     |
| ------------------------- | --------------------------------------------------------------------------------------------- | ----------- | ----------------- |
| Ao Vivo em Brasília       | - Lançamento: 27 de novembro de 2015 - Formatos: DVD, download digital - Gravadora: Som Livre | - : 100.000 | - PMB: 2× Platina |
| WS Em Casa                | - Lançamento: 16 de setembro de 2016 - Formatos: DVD, download digital - Gravadora: Som Livre |             | - PMB: Platina    |
| WS In Miami Beach         | - Lançamento: 7 de julho de 2017 - Formatos: DVD, download digital - Gravadora: Som Livre     |             |                   |
| WS Mais Uma Vez           | - Lançamento: 12 de setembro de 2018 - Formatos: download digital - Gravadora: Som Livre      |             | - PMB: Platina    |
| TBT WS                    | - Lançamento: 20 de junho de 2019 - Formatos: download digital - Gravadora: Som Livre         |             |                   |
| Garota Vip Rio de Janeiro | - Lançamento: 20 de setembro de 2019 - Formatos: download digital - Gravadora: Som Livre      |             |                   |

## Videoclipes

### Como artista principal
| Ano  | Título                                             | Diretor(es)                                        | Notas                                                  |
| ---- | -------------------------------------------------- | -------------------------------------------------- | ------------------------------------------------------ |
| 2014 | "Vou Pagar pra Ver" (part. Xand - Aviões do Forró) | HD Produções                                       |                                                        |
| 2015 | "Camarote"                                         | Imaginar Filmes                                    |                                                        |
| 2015 | "Camarote" (Ao Vivo)                               | WS Shows                                           | Gravado no Carnaval de Salvador 2015                   |
| 2015 | "Leva Eu pra Sua Casa"                             | Imaginar Filmes                                    | Gravado no Garota VIP Fortaleza 2015                   |
| 2015 | "Eu Tô de Boa"                                     | Imaginar Filmes                                    | Gravado no Garota VIP Fortaleza 2015                   |
| 2015 | "100% Muito Louco"                                 | Imaginar Filmes                                    | Gravado no Garota VIP Fortaleza 2015                   |
| 2015 | "Onde Tem Ódio Tem Amor"                           | Imaginar Filmes                                    | Gravado no Garota VIP Fortaleza 2015                   |
| 2015 | "Cara Lisa"                                        | Imaginar Filmes                                    | Gravado no Garota VIP Fortaleza 2015                   |
| 2015 | "Me Ame ou Me Deixe"                               | Imaginar Filmes                                    | Gravado no Garota VIP Fortaleza 2015                   |
| 2015 | "Tô Mentindo"                                      | Imaginar Filmes                                    | Gravado no Garota VIP Fortaleza 2015                   |
| 2015 | "Nam Nam Não (Veja Só no Que Deu)"                 | Imaginar Filmes                                    | Gravado no Garota VIP Fortaleza 2015                   |
| 2015 | "Novinha Vai no Chão"                              | Imaginar Filmes                                    | Gravado no Garota VIP Fortaleza 2015                   |
| 2015 | "Tô Nem Aí"                                        | Imaginar Filmes                                    | Gravado no Garota VIP Fortaleza 2015                   |
| 2015 | "Eu Não Sei Dizer Quem Bebeu Mais"                 | Imaginar Filmes                                    | Gravado no Garota VIP Fortaleza 2015                   |
| 2015 | "Passa Chifre Nele"                                | Imaginar Filmes                                    | Gravado no Garota VIP Fortaleza 2015                   |
| 2015 | "Tentativas Em Vão"                                | Imaginar Filmes                                    | Gravado no Garota VIP Fortaleza 2015                   |
| 2015 | "Escravo do amor"                                  | Imaginar Filmes                                    | Gravado no Garota VIP Fortaleza 2015                   |
| 2015 | "Onde Está Você (Meu Amanhecer)"                   | Imaginar Filmes                                    | Gravado no Garota VIP Fortaleza 2015                   |
| 2015 | "Disco Voador"                                     | Imaginar Filmes                                    | Gravado no Garota VIP Fortaleza 2015                   |
| 2015 | "Só Freud Explica"                                 | Imaginar Filmes                                    | Gravado no Garota VIP Fortaleza 2015                   |
| 2015 | "Estilo Namorador"                                 | Imaginar Filmes                                    | Gravado no Garota VIP Fortaleza 2015                   |
| 2015 | "Cê Que Sabe" (part. Cristiano Araújo)             | [ 31 ]                                             | Homenagem ao Cristiano Araújo                          |
| 2015 | "Vem Pro Meu Lounge"                               | WS Shows                                           | Lyric Video                                            |
| 2015 | Parece Que o Vento" (part. Ivete Sangalo)          | Olho de Peixe Filmes                               |                                                        |
| 2016 | "A Dama e o Vagabundo"                             | Imaginar Filmes                                    | Ao Vivo em Jurerê                                      |
| 2016 | "Cerveja e Vinho"                                  | Imaginar Filmes                                    | Ao Vivo em Jurerê                                      |
| 2016 | "Livre na Balada"                                  | Agência NBS                                        | Campanha da Oi                                         |
| 2016 | "Bota o Litro pra Sofrer"                          | WS Shows Imaginar Filmes [ 38 ]                    | Ao Vivo em Jurerê - Lyric Video                        |
| 2016 | "O Amor Tá Aí"                                     | Daniel Romão Laércio da Costa André Abootre [ 39 ] | Gravado em prol do Instituto Neymar Jr.                |
| 2016 | "Jeito Safado" (part. Márcia Fellipe)              | Imaginar Filmes                                    | Gravado no Garota VIP Fortaleza 2016                   |
| 2016 | "Fala Aqui Com a Minha Mão"                        | Imaginar Filmes                                    | Gravado no Garota VIP Fortaleza 2016                   |
| 2016 | "Pra Ser Safadão"                                  | F/Nazca Saatchi & Saatchi                          | Campanha da Trident                                    |
| 2017 | "Ninguém É de Ferro" (part. Marília Mendonça)      | Alex Batista                                       | Produzido por FX Render                                |
| 2017 | "Ressaca de Saudade"                               | Fernando Trevisan Catatau                          | Esquenta DVD WS In Miami Beach - Gravado no WOS Studio |
| 2017 | "Quem Bate Também Chora"                           | Fernando Trevisan Catatau                          | Esquenta DVD WS In Miami Beach - Gravado no WOS Studio |
| 2017 | "Decreto Liberado"                                 | Fernando Trevisan Catatau                          | Esquenta DVD WS In Miami Beach - Gravado no WOS Studio |
| 2017 | "Ar Condicionado no 15"                            | Fernando Trevisan Catatau                          | Esquenta DVD WS In Miami Beach - Gravado no WOS Studio |
| 2017 | "Sonhei Que Tava Me Casando"                       | Mess Santos                                        | Produzido por Movie 3 Filmes                           |
| 2018 | "Alô Dono do Bar" (com Devinho Novaes)             | Imaginar Filmes                                    |                                                        |
| 2018 | "Psiquiatra do Bumbum" (com Léo Santana)           | Marcelo Silva Mário Andrade Israel Gomes [ 14 ]    | Produzido por Blue Films                               |
| 2018 | "Romance com Safadeza" (com Anitta)                | Mess Santos                                        | Produzido por Movie 3 Filmes                           |
| 2018 | "Vem Meu Amor"                                     | Imaginar Filmes                                    |                                                        |
| 2018 | "Amor Falso" (com Aldair Playboy part. Kevinho)    | Rodolpho Cauhi Mess Santos [ 17 ]                  | Produzido por Movie 3 Filmes                           |
| 2018 | "Sortudo"                                          | Mess Santos                                        | Produzido por Movie 3 Filmes                           |
| 2019 | "Igual Ela Só Uma"                                 | Mess Santos                                        | Produzido por Movie 3 Filmes                           |
| 2019 | "Desencana"                                        | Mess Santos                                        | Produzido por Movie 3 Filmes                           |
| 2019 | "Dois Lados"                                       | Kelson Veras                                       | Produzido por Imaginar Filmes - Gravado no WOS Studio  |

### Como artista convidado
| Ano  | Título                                           | Artista(s)                             | Diretor(es)                                                  |
| ---- | ------------------------------------------------ | -------------------------------------- | ------------------------------------------------------------ |
| 2011 | "Quando Eu Parar de Ligar"                       | Rabo de Vaca                           | [ 44 ]                                                       |
| 2012 | "Forrozeiro Forrozeiro"                          | Pegada de Luxo                         | Pepeu                                                        |
| 2012 | "Fatos e Relatos"                                | Caviar com Rapadura                    | Ícone Produções                                              |
| 2012 | "Pede Pra Mim"                                   | Forró do Chefão                        | [ 47 ]                                                       |
| 2012 | "Caranguejo"                                     | Toca do Vale                           | [ 48 ]                                                       |
| 2013 | "Senta Ana Tereza"                               | Bota Pra Moer                          | Ícone Produções                                              |
| 2014 | "Pancadão Frenético"                             | Claudia Leitte                         | Tamis Lustri                                                 |
| 2014 | "Ipad"                                           | PP Júnior Kiko Chicabana               | [ 52 ]                                                       |
| 2014 | "Tó Sou Seu"                                     | Fred & Gustavo                         | Fernando Trevisan Catatau                                    |
| 2014 | "Ô Sofrência"                                    | Nego Rico & Forró do Movimento         | Rwanyto Oscar - Rw7 Filmes                                   |
| 2014 | "Solteiro Desapegado"                            | Cleber & Cauan                         | Henrique Gontijo - Independentes Produções                   |
| 2015 | "Não Vou Mais Atrás de Você (Agora Eu Me Curei)" | Simone e Simaria                       | HD Produções                                                 |
| 2015 | "Vacilou Caio na Farra"                          | Zé Ricardo & Thiago                    | Anselmo Troncoso                                             |
| 2015 | "Aquele 1%"                                      | Marcos & Belutti                       | Fernando Trevisan Catatau                                    |
| 2015 | "Quando Você Me Procurar"                        | Oito7Nove4                             | [ 62 ]                                                       |
| 2015 | "Tivesse Vindo Ontem"                            | Gabriel Diniz                          | Rafael Terra - Terra Produções                               |
| 2015 | "Tô Nem Aí"                                      | É O Cheffe                             | Ícone Produções                                              |
| 2015 | "Você Merece Cachê"                              | Israel Novaes                          | Anselmo Troncoso                                             |
| 2015 | "Agora É pra Valer"                              | João Lucas & Marcelo                   | Léo Araújo Filmes                                            |
| 2015 | "O Amor Tá Aí"                                   | Artistas pelo Instituto Neymar Jr.[A]) | Daniel Romão Laércio da Costa André Abootre [ 67 ]           |
| 2015 | "Bebendo Rios"                                   | Felipe Ferraz                          | Pedro Brasil - HD Produções                                  |
| 2016 | "Começo de Tudo"                                 | Márcia Fellipe                         | Imaginar Filmes                                              |
| 2016 | "Na Farra"                                       | Dennis DJ                              | Monomídia Raphael Mattos Rafael Marques [ 70 ] [ 71 ] [ 72 ] |
| 2016 | "Havaianas"                                      | Adair Cardoso                          | [ 73 ]                                                       |
| 2016 | "A Casinha Caiu"                                 | Léo Santana                            | Lyric Video                                                  |
| 2016 | "Bipolar"                                        | Tayrone                                | [ 75 ]                                                       |
| 2016 | "O Melhor de Mim"                                | Helena Reis                            | Lyric Video                                                  |
| 2016 | "A Culpa É da Bebida"                            | Fred & Gustavo                         | Andre Caverna - Caverna Filmes                               |
| 2016 | "Coincidência Não Existe"                        | Sorriso Maroto                         | Sorriso Maroto                                               |
| 2016 | "Bala e Canhão"                                  | Pedrinho Pegação                       | Fernando Trevisan Catatau                                    |
| 2016 | "Escuridão Iluminada"                            | Victor & Leo                           | Fernando Trevisan Catatau                                    |
| 2016 | "Chute e Bomba"                                  | Paula Mattos                           | Fernando Trevisan Catatau                                    |
| 2016 | "Meu Coração Não Tem Memória"                    | Pedro & Benício                        | Anselmo Troncoso                                             |
| 2016 | "Tô de Boaça"                                    | Rafa & Pipo Marques                    | Fernando Trevisan Catatau                                    |
| 2017 | "Olha a Explosão"                                | MC Kevinho                             | KondZilla                                                    |
| 2017 | "Professor da Malandragem"                       | Dennis DJ Ronaldinho Gaúcho            | Bellart Filmes                                               |
| 2017 | "Você Partiu Meu Coração"                        | Nego do Borel Anitta                   | Mess Santos Phill Mendonça [ 88 ]                            |
| 2017 | "Um Beijo pra Você"                              | Samyra Show                            | Imaginar Filmes                                              |
| 2017 | "Precipício"                                     | João Bosco & Vinícius                  | Dezcarga                                                     |
| 2017 | "Laranjinha"                                     | Junior Vianna                          | Imaginar Filmes                                              |
| 2017 | "Chuveiro Ligado"                                | Caninana                               | Imaginar Filmes                                              |
| 2017 | "À Vontade"                                      | Ivete Sangalo                          | Henrique Sauer Giovanni Bianco [ 93 ]                        |
| 2017 | "Amor Bacana"                                    | Bell Marques                           | [ 94 ]                                                       |
| 2017 | "Hoje Eu Não Vou Trabalhar"                      | Saia Rodada                            | Imaginar Filmes                                              |
| 2017 | "Maldade Dobrada"                                | Naiara Azevedo                         | Caverna Filmes                                               |
| 2017 | "Se É Pra Gente Ficar"                           | Solange Almeida                        | Blue Films                                                   |
| 2017 | "Whisky, Cigarro e Violão"                       | Avine Vinny                            | Imaginar Filmes                                              |
| 2017 | "Vai Curtir, Vai Dançar"                         | Raça Negra                             | Anselmo Troncoso                                             |
| 2017 | "Cigana"                                         | Raça Negra                             | Anselmo Troncoso                                             |
| 2017 | "O Som da Minha Nave"                            | Solteirões do Forró                    | Lyric Video                                                  |
| 2017 | "Acabou Acabou (Quando Eu Digo Que Acabou)"      | Gabriel Diniz                          | Anselmo Trancoso                                             |
| 2017 | "Meu Jeito de Sofrer"                            | Maykow & Bruno                         | Gabriel Abdala                                               |
| 2018 | "Saudade dos Parceiros"                          | Luan Estilizado                        | [ 104 ]                                                      |
| 2018 | "Agora Vai Sentar"                               | MC Jhowzinho & MC Kadinho              | Marcinha                                                     |
| 2018 | "Vaqueirão da Porra"                             | Tony Guerra                            | Pedro Brasil - HD Produções                                  |
| 2018 | "Eu e a Torcida do Brasil"                       | Aviões                                 | Bruno Duarte Rodrigo Van Der Put [ 107 ]                     |
| 2018 | "Plano de Solteiro"                              | Matheus Fernandes                      | Imaginar Filmes                                              |
| 2018 | "Posto 24h"                                      | Lucas Lucco                            | Tiago Silva - TS Music                                       |
| 2019 | "Quem Tem o Dom"                                 | Jerry Smith                            | Mess Santos - Movie 3 Filmes                                 |
| 2019 | "Parango Que Fala, Né?"                          | Parangolé                              | Israel Filmes                                                |
| 2019 | "Bebe Vem Me Procurar"                           | Vitor Fernandes                        | Imaginar Filmes                                              |
| 2019 | "Razão Vs Orgulho"                               | Henry Freitas                          | Imaginar Filmes                                              |
| 2019 | "Joga no Waze"                                   | Dennis                                 | Orlando Merola Jr. - Studio M Produções                      |
| 2019 | "Saudade em Gotas"                               | Yasmin Santos                          | Fernando Trevisan Catatau                                    |
| 2019 | "Ding Dom"                                       | Nego do Borel                          | Fabio Lopes e Julio Loureiro - Agência Hit                   |